# Gutwillig József
Gombos-Gutwillig József, születési és 1898-ig használt nevén Gutwillig József (Pest, 1856. augusztus 7. – Budapest VI. kerülete, 1934. június 9.) magyar építész és építőmester.

## Élete

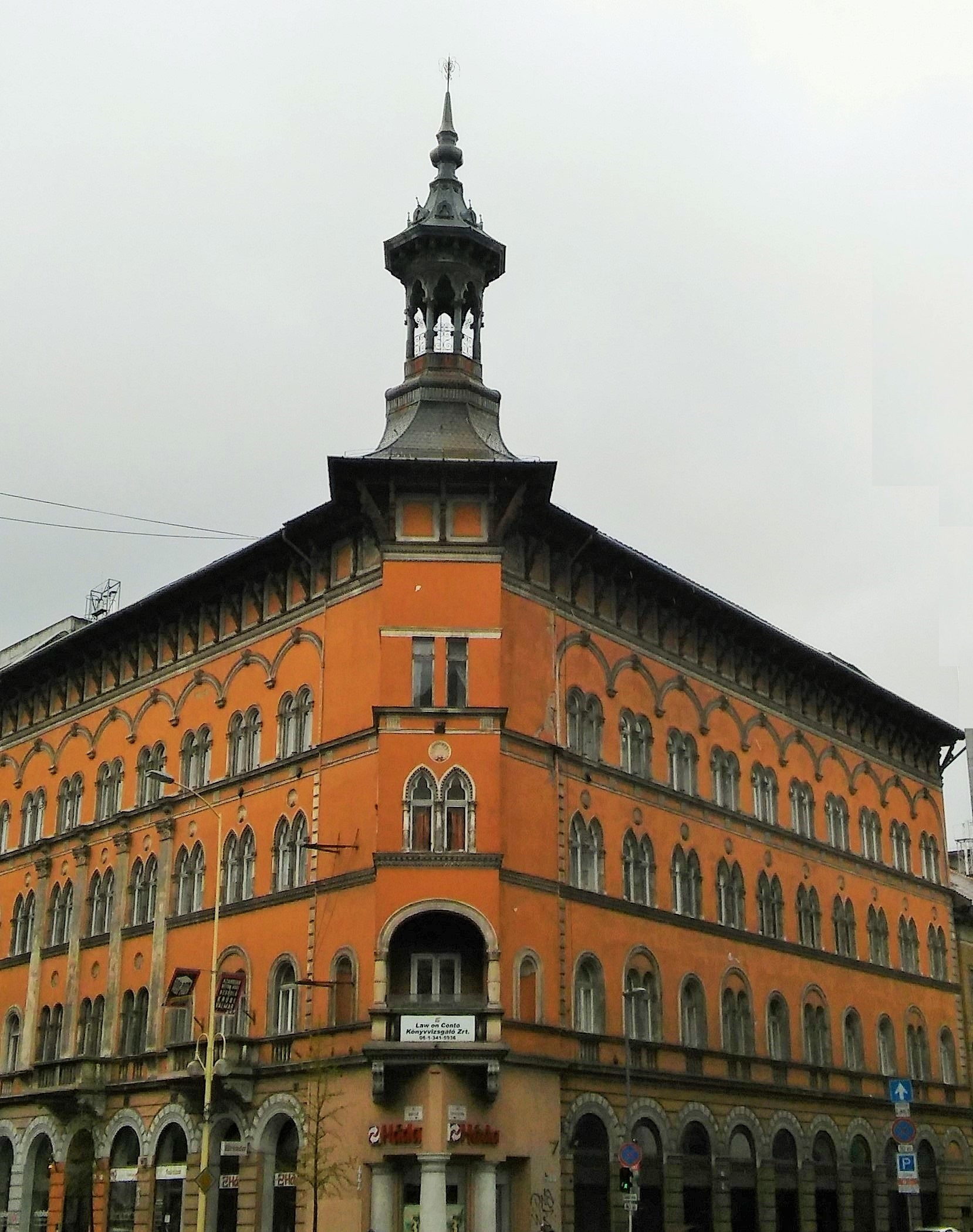
Gutwillig-bérház, Rákóczi út 68.

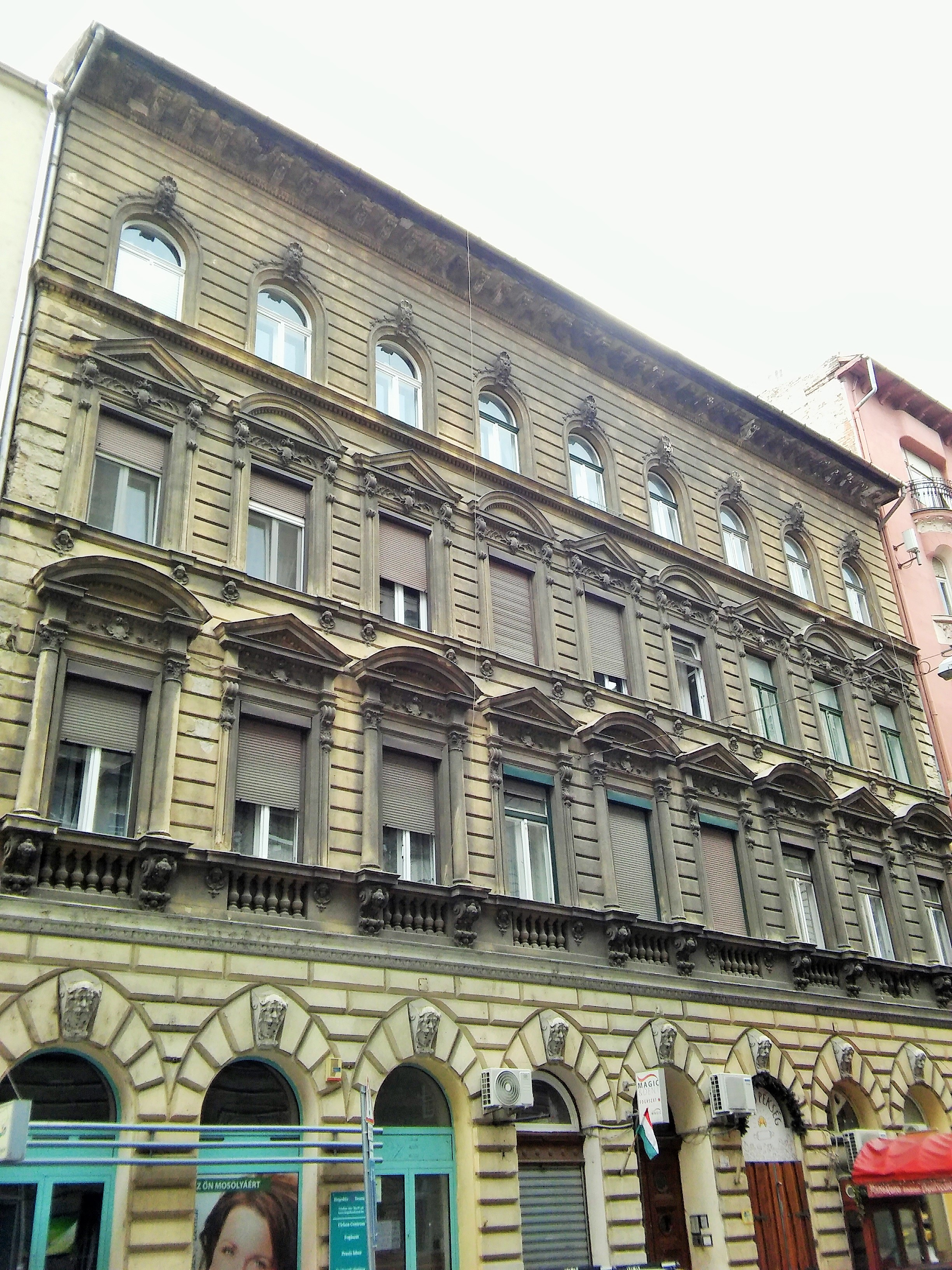
Wertheim-bérház

Gutwillig Zakariás és Recht Júlia fiaként született. 1878–1879-ben a Bécsi Képzőművészeti Akadémián tanult Theophil Hansen alatt. Ő volt az első, aki az építőipari képesítést Magyarországon megszerezte, 1885. július 2-án.
Ezt követően több bérházat tervezett eklektikus stílusban Budapesten a 19. század utolsó két évtizedében.
Élete utolsó tíz esztendejében visszavonultan élt. Mindamellett az ipartestülethez szeretettel ragaszkodott és tagságát súlyos anyagi viszonyai ellenére is fenntartotta.
A Kozma utcai izraelita temetőben nyugszik.

## Ismert épületei
- 1887: Pollák–Gutwillig-bérház, Budapest, Alsóerdősor utca 5.[8]
- 1889: Gutwillig-bérház, Budapest, József körút 38-44.[9]
- 1892: Gutwillig-villa, Erzsébet királyné útja 15.
- 1893: Gutwillig-bérház, Budapest, Rákóczi út 68.[10][11]
- 1894: Karfunkel-bérház, Budapest, Nagymező u. 25. (Schannen Ernővel közös munka)[12]
- 1894–1895: lakóház, Budapest, Weiner Leó utca 3.[13]
- 1895–1896: Dick-bérház, Budapest, Jókai u. 1. (Petschacher Gusztávval közösen)[12][14][15][16]
- 1897–1898: Wertheim-bérház, Budapest, Hegedüs Gyula u. 7.[17]
- 1898: Preger-bérház, Budapest, Szondi u. 44/a.[18]